# 竹本政太夫

源氏車

竹本 政太夫（たけもと まさたゆう）は、六代を数える義太夫節の太夫。定紋は源氏車。『義経千本桜』で佐藤忠信が使用する「源氏車」の紋は、初演時に「狐場（河連館の段）」を語った二代目竹本政太夫の定紋に由来する。「右狐場をつとむる政太夫の紋所源氏車故、源氏のゆかりにて源氏車の模様付し故」―『浄瑠璃譜』

## 初代
（元禄4年（1691年） - 延享元年7月25日（1744年9月1日））本名は紅屋長四郎。
幼少から浄瑠璃、音曲に親しみ、竹本義太夫に入門したが小声だったため竹本座にも出演が許されず若（和歌）竹政太夫と名乗って豊竹座へ出勤。1712年に師・義太夫の許しを得て竹本座に出勤。1714年に義太夫没し後継問題が起こり1715年に竹本姓が許され、竹本政太夫の名に改名。1716年11月に「国性爺合戦」の三段目を語り大当たりする。これが数年にあたりロングランヒットをとげ義太夫の後継者に位置づけされ、18世紀前半期の竹本座で活躍。1734年に師名の義太夫を襲名する。1735年に受領し竹本上総少掾藤原喜教、1737年に再受領し初代竹本播磨少掾を名乗った。
小声で悪声ながら写実的な人間描写や人情語りで評判だった。
政太夫が口伝を門弟が書き残した『音曲口伝書』（1773年著）が残されている。

## 二代目
（宝永7年（1710年） - 明和2年7月10日（1765年8月26日））本名は薩摩屋重（十）兵衛。
大坂の大阪市西区靱（現在の靱公園の位置）鮮魚卸売市場ざこばで魚屋を営んでいた。その為「雑喉場政太夫」、住居が新町の西口の近くであったことから「西口の政太夫」とも呼ばれる。
初代政太夫（後の竹本播磨少掾）の門下で後に養子。1743年の34歳という後年の歳で竹本座に初出勤。師匠譲りそっくりの芸で評判を呼ぶ。1748年8月に竹本座で初演の「仮名手本忠臣蔵」の語りで人気を呼んでいた2代目豊竹此太夫が竹本座と不和になり弟子を連れて豊竹座に移籍（俗に「忠臣蔵事件」）で太夫が足りなくなり、そこで抜擢され三段目の語りで活躍した。他にも「義経千本桜」などを語り評判になった。

## 三代目
（享保17年（1732年） - 文化8年7月14日（1811年9月1日））通称は播磨屋利兵衛、俗称を塩町政太夫。
初代の門下で中太夫。1767年に3代目政太夫を襲名。この人物はトラブル、話題が多く、師・2代目政太夫の存命に勝手に江戸で政太夫を名乗ったり、1792年には播磨大掾を名乗ったこともある。
登場人物の語り分けに秀でた。大坂や江戸で人気を呼んだ。当たり芸は「心中天網島」。

## 四代目
（寛延3年（1750年） - 天保4年7月24日（1833年9月7日））
初代竹本和太夫 ⇒ 二代目竹本氏太夫 ⇒ 四代目竹本政太夫
三代目竹本政太夫の門弟。通称を若狭屋藤助、氏政（氏太夫の政太夫）。『増補浄瑠璃大系図』は「備後町若狭屋藤助事通称上人」と記す。
初出座は明らかではないが、宝暦12年（1762年）江戸土佐座『仮名手本忠臣蔵』「第三」「第七 坂内」「第十一」を語る竹本和太夫が番付上、確認できる。また、宝暦14年＝明和元年（1764年）3月刊行『評判角芽芦』に「土佐座 和太夫」とあるため、江戸に竹本和太夫が存在している。
『増補浄瑠璃大系図』は「三代目竹本政太夫門弟にして大坂内平野町の住人にて通称若狭屋藤助と
いふなり明和四年丁亥九月二十五日より応神天皇八白幡此時初て出座して竹本和太夫と云なり」
と、明和4年（1767年）9月を初出座とするが、『義太夫年表近世篇』では当該芝居を確認できない。9月に『応神天皇八白幡』を上演したのは、安永8年（1779年）のことで、確かに竹本和太夫が出座しているが、後述の通りこの安永8年（1779年）が初舞台ではない。
明和5年（1768年）10月阿弥陀池門前幾竹島吉座『傾城浪花をだ巻」の正本によれば、和太夫が出演している。
この間出座がないが、『増補浄瑠璃大系図』は、「師匠政太夫と改名して東京戻りに出勤なれ共和太夫は外約束有て暫らく退座致す」と記す。
明和7年（1770年）5月竹本座『太平頭鍪飾』「第弐 口」を語る竹本和太夫が番付上、確認できる。以降も竹本座に出座。同年11月同座では、師三代目政太夫や、初代綱太夫、初代咲太夫らと一座。同年12月竹田新松座『双蝶々曲輪日記』では「第一 浮瀬の段」「第七 道行菜種の乱咲」を語る。
明和8年（1771年）正月竹本座『妹背山婦女庭訓』の初演で「大序」「四段目 道行（求馬）」「四段目 切ツレ」を語る。同年8月竹本座『菅原伝授手習鑑』「初段 中」を語ったのを最後に、『義太夫年表近世篇』では竹本和太夫の名が番付上確認できなくなる。
次に竹本和太夫の名が現れるのは、8年後の前述の安永8年（1779年）9月道頓堀西の芝居竹本政吉座『応神天皇八白幡』である。
翌安永9年（1780年）正月竹本座太夫竹本政太夫『立春姫小松』で五段目を語る。
安永10年＝天明元年（1781年）3月頃豊竹与吉座『伊達競阿国戯場』「曲輪の段」「土手の段」を語る豊竹和太夫が番付上確認できるが、竹本和太夫と同一人物かは不明。10月以前同座『芦屋道満大内鑑』「二段目 口」にも豊竹和太夫がいる。
天明2年（1782年）9月道頓堀筑後芝居竹本太市座太夫竹本染太夫で『双子隅田川』「二の切 口」
『新舞台あやつり能』「江口ありをどし」を語る。以降も座本竹本太市、太夫竹本染太夫の芝居に出座し、端場を語る。
天明3年（1783年）9月四条通南側大芝居蛭子屋吉良兵衛座『伊賀越道中双六』「第四」「第六」「第九」を語る。以降、竹本和太夫の名が『義太夫年表近世篇』では確認できないが、初代氏太夫が天明4年（1784年）5月に没した後、天明5年（1785年）12月道頓堀若太夫芝居竹本千太郎座後見竹本政太夫『菅原伝授手習鑑』「弐段目 口」を竹本氏太夫が語っており、この芝居までに二代目竹本氏太夫を襲名している。
『増補浄瑠璃大系図』は「天明八年戊申十二月二十五日より最明寺殿由緒礎此時改名有て竹本氏太夫」「同八年戊申十二月二十五日より初日にて最明寺殿由緒礎此時竹本氏太夫改名致第六冊目と八冊目の奥と勤る尤天明四年豊竹氏太夫故人となりし故此度は竹本にて相続致す二代目なり」と、天明8年（1788年）を襲名とするが、この12月道頓堀東芝居『最明寺殿由緒礎』で「第六」「第八」を語っているが、和太夫事や和太夫改とは番付に記されておらず、前述の通り誤りとなる。
以降も、師三代目政太夫が出座する道頓堀東芝居の座本竹本千太郎の芝居に二代目氏太夫として出座している。
竹本和太夫の名跡はこの二代目氏太夫＝四代目政太夫の門弟に受け継がれていくことになる。自身の門弟にも二代目竹本和太夫を名乗らせ、後に五代目竹本内匠太夫を襲名している。
八代目竹本綱太夫も自身の弟子に竹本和太夫と名付けている。
寛政改元後も、師三代目政太夫に従い竹本座へ出座。この頃より切場を語るようになる。
寛政2年（1792年）11月道頓堀筑後芝居竹本座『恋伝授文武陣立』の町太夫改三代目竹本春太夫襲名披露で「第三」「第四」を語る。師匠三代目政太夫や二代目岡太夫らと一座。
寛政3年（1791年）2月道頓堀筑後芝居竹本徳松座『祇園祭礼信仰記』では、序切と三代目中（切は師三代目政太夫）。同年8月道頓堀東芝居竹本千太郎座『仮名手本忠臣蔵』では大序、第六 切、第七掛合を語っている。この芝居で、「第六 口」と氏太夫の端場を勤め、同門である加太夫事二代目竹本土佐太夫（後の竹本播磨大掾）の襲名が披露されている。
同年12月道頓堀東芝居竹本栄次郎座『本朝廿四孝』では師三代目政太夫の語る三代目切の端場を勤める。大序を門弟の二代目竹本和太夫が語っており、後に五代目内匠太夫となる。
寛政4年（1792年）道頓堀東芝居竹本千太郎座にて師三代目政太夫が竹本播磨大掾を『近江源氏先陣館』「第八 切」で披露した芝居で（この受領は義太夫節の太夫としてではなく薬種商でのものであったためすぐに差し止めとなる）、その端場を勤める等、氏太夫の三代目政太夫一門における地位が番付から読み取れる。（なお、大序と第十の掛け合いの筆頭も氏太夫の役場）同年10月28日より京四条北側東芝居『本朝廿四孝』「第弐 切（出がたり）」「第三 中」を勤めていることが番付でわかるが、翌11月11日初日の道頓堀東芝居竹本千太郎座は竹本播磨大掾披露の2ヶ月目であるが、氏太夫の名が『鬼一法眼三略巻』「初段 切」にあり、京の芝居がすぐに閉場したのか、どちらかに出座しなかったのは疑問が残る（この点を『義太夫年表近世篇』が指摘）
寛政5年（1793年）7月名古屋稲荷御社内『仮名手本忠臣蔵』で九つ目 切を出語りで勤める。
寛政6年（1794年）10月大坂北之新地芝居『敵討優曇華亀山』で「金谷の宿 切」を勤める。正本の太夫三味線役割によれば、三味線は鶴澤仲助である。
寛政7年（1795年）刊行『役者時習講』「諸芝居持主名代座本并ニ座出勤連名 太夫方之分并ニ実名付」に「氏太夫 藤介」と記されている。
寛政9年（1797年）2月道頓堀東の芝居で『男作五雁金』「紺屋の段 切」を出語りで勤める。
番付上「出がたり」と記されているのは、氏太夫と二代目綱太夫（『中将姫古跡の松』「三の切」）のみである。翌3月同芝居でも氏太夫と綱太夫に番付上「出語」の文字が付され、氏太夫は『天網島』「茶屋の段 切」を綱太夫は「増補紙屋の段 切」をそれぞれ勤めている。5月同座も同様で綱太夫が『廓色上』「大津の段 切」を氏太夫が『かつら川』「帯屋の段 切」をそれぞれ「出語」で勤めている。（『かつら川』の「道行恋のしがらみ」に宮園和国太夫と宮園文字太夫が出座）
寛政10年（1798年）既に師三代目政太夫が下っていた江戸に氏太夫も下り、師と一座する。
同年8月大坂『忠臣一力祇園曙』で帰阪。紋下は豊竹時太夫であるが、二代目綱太夫も参加。氏太夫は「ちんざしきのだん」を語った。
同年11月道頓堀東の芝居太夫竹本政太夫 座本竹本岡太夫　太夫豊竹麓太夫『仮名手本忠臣蔵』で「第三」「第六」「第七 かけ合」と「第九」で師三代目政太夫の端場を勤める。麓太夫は「大序」「第七 かけ合」「第八 道行」「第十」を、二代目綱太夫は「第四」「第七 かけ合」「第十」を語った。
寛政11年（1799年）正月京四条北側大芝居太夫竹本政太夫『仮名手本忠臣蔵』で「第三」、「第四　かけ合」を政太夫・麓太夫・氏太夫で勤め、「第七　かけ合」三枚目。「第九」で師三代目政太夫の端場を勤める。翌2月北の新地芝居では『和田合戦女舞鶴』「二段目 奥」、『紙屋治兵衛』「茶屋の段」で師三代目政太夫の端場を勤める。同年3月道頓堀東芝居『菅原伝授手習鑑』「序切」「二段目 切」で師三代目政太夫の端場、「四段目 口」をそれぞれ語る。4月同座『纐纈紺屋譜』で「序切」「かけ合 七ぐさ四郎」「四段目 中」を勤める。正本の「浄瑠璃太夫三味線役割」によれば氏太夫を竹澤宗七が弾いている。
以降も、師三代目政太夫の一座に出座。文化年間も麓太夫が紋下を勤める芝居に出座。師三代目政太夫が出座する場合には、その芝居に出座を続ける。政太夫が出る場合には、その端場を勤めることが多かった。
文化4年（1807年）5月5日道頓堀角丸芝居『元祖竹本義太夫百廻忌追善浄瑠璃』に出座。同年10月京寺町泉式部境内芝居太夫竹本政太夫『仮名手本忠臣蔵』で「四段目」（同段の前に政太夫の名がある）、「六段目」「七段目」を語る。『義太夫執心録』によれば、七段目では由良助を勤める。
文化6年（1809年）師の名跡である竹本政太夫の四代目を襲名したとされるが、『増補浄瑠璃大系図』では記述に混乱がある。「文化六年己巳年師三代政太夫の名跡を譲り受師を伴ひ東京へ赴く此時竹本政太夫と改名致す是四代目なり」と、文化6年に師三代目政太夫を伴い、東京へ赴いた際に四代目政太夫を襲名したという記載となるが、「同年冬竹本政太夫と改名致し同七年庚午五月より師匠同道にて東京へ赴く竹本政太夫にて葺屋町芝居へ出勤先政太夫も倶に出勤故此時竹本播磨太夫と名乗て勤らるゝ同八年辛未五月目出度打上て帰坂致さる、跡にて播磨太夫病気にて終に彼地にて七月十四日行年八十歳にて果らるゝ」という記載もある。また、同年8月刊行の「三ヶ津浄瑠璃太夫三味線人形見立相撲」には「勧進元 政太夫事播磨屋理兵衛」「東小結 大坂 氏太夫事竹本政太夫」とある。（東前頭にも「巻代改氏太夫」がいる）このため、文化6年の8月までに襲名が行われたのか、あるいは同年の冬なのか。師三代目政太夫を同道し、東京へ下ったのは文化6年か翌7年かという疑問が生じるが、『増補浄瑠璃大系図』に文化6年3月に氏太夫が政太夫に宛てた四代目政太夫襲名に際し差し入れた証文の写しが収録されている。
「一札
　一竹本政太夫と申名前之義は浄瑠璃芸道に於大切之曲名にて師父先代より御譲受御相続
　被成候処御長病に付此度門弟中并御親類方御相談之上未熟之私へ御譲り可被下候段恐入
　難有奉存然る上は此後出世仕右芸名瑕瑾無之様諸事相慎大切に相守可申候旦又首尾能
　相続仕候後にて他へ相譲候共御親類方并師父直門弟中へ相談之上にて曲名相続可仕人へ
　相譲り可申候其余にても勝手に名前譲り取計仕候義は決て仕間舗候為後日一札依如件
　文化六巳年三月
　竹本氏太夫　印
　竹本政太夫殿
　ヶ様成証書を入る事尤に候以後名跡相続被成候人は是を証として大切に可被成候としか云」
このように文化6年3月に氏太夫名義で師三代目政太夫に証文を差し入れていることから、四代目政太夫襲名は3月以降となる。
また、『義太夫年表近世篇』収録の番付では、5月御霊境内芝居『太平記忠臣講釈』「四つ目 切」『男立五雁金』「紺屋の段 切」を語る竹本氏太夫が確認でき、次に氏太夫が番付上に現れるのが、8月道頓堀角の芝居『自来也物語』で番付上は豊竹氏太夫となっており、同芝居には竹本政太夫の名も確認でき、二代目政太夫場である『菅原伝授手習鑑』「道明寺の段 切」を語っており、門弟の三代目氏太夫が同段の次を語っている。
以上から、5月の御霊の芝居を打ち上げ、8月に道頓堀に戻る間に、江戸に下り、葺屋町芝居で四代目政太夫を襲名（師三代目政太夫が初代播磨太夫を襲名）したと整理できる。これであれば、同年8月刊行の見立番付に「政太夫事播磨屋理兵衛」「氏太夫事竹本政太夫」「巻代（ママ）改氏太夫」記載があることと整合する。
同年12月北の新地芝居では『義経千本桜』「狐の段 切」とこちらも二代目政太夫場を語っており、竹本政太夫を襲名したことを強く意識している（三味線は初代鶴澤伝吉）
また、翌文化7年（1810年）3月北の新地芝居では『国性爺合戦』「三段目 切」とこちらは初代政太夫場を語っている。5月北の新地芝居『敵討優曇華亀山』で「十左衛門屋しきの段 切」等を語っており、『増補浄瑠璃大系図』の「同七年庚午五月より師匠同道にて東京へ赴く竹本政太夫にて葺屋町芝居へ出勤先政太夫も倶に出勤故此時竹本播磨太夫と名乗て勤らるゝ」は誤りであることがわかる。続く出座が同年8月道頓堀大西芝居のため、5月に江戸に下り、8月に大坂へ上るというスケジュールも考えられるが、『増補浄瑠璃大系図』は「同八年辛未五月目出度打上て帰坂致さる」とするため、こちらも矛盾が生じる。その8月の道頓堀大西芝居は『三日太平記』を立て、政太夫は「小田居茶屋の段 切」を語っているが、「故竹本綱太夫七回忌追善 花の上野誉石碑 志渡寺の段 切」を三代目綱太夫が、「故竹本染太夫廿五回忌追善　大塔宮曦鎧」の中を竹本重太夫（後の五代目政太夫）、切を四代目竹本染太夫がそれぞれ語っており、二代目綱太夫と初代染太夫の追善が行われている。綱太夫にとっても染太夫にとっても政太夫は師匠の名跡となる。
文化9年（1812年）正月いなり社内の文楽の芝居に初出座。演目は『曽我会稽山』で「鎌倉海辺の段」「ほん田やかたのだん 切」を語る。翌2月同座『仮名手本忠臣蔵』では「扇ヶ谷のだん」「一力のだん（由良助）」「山科の段 切」を語る。番付には太夫本竹本理太夫とあるだけで、紋下の太夫はいないものの、山科の切を語っていることから、政太夫が実質的な紋下であることがわかる。しかし3月同座には出座せず、文楽の芝居を離れる。（以降文楽の芝居には4月より三代目綱太夫が紋下格で入座）
8月京六角堂境内芝居で初代政太夫場である「切狂言 鬼一法眼三略巻 三之切」を出語りで語る。三味線は初代伝吉。翌9月同座では太夫竹本弥太夫 太夫竹本政太夫と紋下に就任。『仮名手本忠臣蔵』「第七 由良助」「第九 切」を語る。
文化10年（1813年）正月京和泉式部境内芝居で太夫竹本政太夫　太夫竹本土佐太夫と同門の二代目土佐太夫をワキに筆頭の紋下となる。『妹背山婦女庭訓』「三段目 切」掛合で背山（妹山を土佐太夫）、『国性爺合戦』「三段目 切」を語る。2月同座も同様で『碁太平記白石噺』「新吉原の段 かけ合」の筆頭、『楠昔噺』「三段目 切」をそれぞれ勤める。9月座摩境内『国性爺合戦』「三段目 切」を語り、帰坂。
以降も、京大坂各地に出座するが、文化14年（1817年）7月御霊境内の紋下に就任。『ひらかな盛衰記』「三段目 切」を語る。『新うすゆき物語』「切腹の段 切」で初代染太夫三十三回忌追善が行われている（四代目染太夫が同段を語る）。
翌文化15年＝文政元年（1818年）刊行「三ヶ津太夫三味線人形見立角力」では「行司 竹本政太夫」とある。
文政4年（1821年）8月いなり社内（文楽の芝居）の紋下に就任。『姫小松子日の遊』「三段目 切」を語る。
文政6年（1823年）11月いなり社内に三代目綱太夫が加わるが、筆頭の紋下は政太夫であり、綱太夫は太夫本 竹本季太夫を挟み、ワキの紋下となった。三代目綱太夫の役場は彦山の九段目 切であり、政太夫は教興寺村 切である。
文政7年（1824年）2月までいなり社内の文楽の芝居の紋下を勤め、3月より座摩社内の紋下へ移る。これはそれまで座摩社内の紋下を勤めていた播磨大掾が江戸で下ったためである。政太夫は『伊賀越』の「岡崎の段 切」等を語った。しかし座摩境内の紋下はこの芝居のみで、8月は荒木芝居へ移り紋下に。『仮名手本忠臣蔵』の「七段目 由良助」「九段目 切」を語る。9月は奈良瓦堂芝居で紋下。『伊賀越』「岡崎の段 切」を語る。10月は讃岐金毘羅大芝居「大坂堀江一座引越相勤申候」として「岡崎の段 切」を語る。
以降江戸へ下ったためか、文政9年（1825年）2月御霊境内『仮名手本忠臣蔵』で「勘平住家の段 切」を語るが、「江戸 竹本政太夫」と番付にある。この他『三番叟』の翁を鶴澤名八と共に語り、七段目の由良助も勤めている。以降巴太夫が紋下を勤める芝居のスケ（ワキ）の紋下となる。同年8月よりは高津境内稽古場の紋下に。同年の見立番付では惣後見に座る。
文政10年（1826年）7月堀江荒木芝居の紋下に。「岡崎村の段 切」他を語る。翌8月同座では三代目綱太夫と並びの紋下となる。10月よりは巴太夫が紋下を勤める芝居（御霊境内等）のワキの紋下となる。
文政11年（1827年）7月稲荷境内の文楽の芝居の紋下に復帰。11月堺宿院芝居で筆頭の紋下に。太夫竹本政太夫　太夫本竹本春太夫　太夫竹本綱太夫と記され、四代目春太夫（サカイ）と代数外の春太夫（江戸）が共演した芝居で『木下蔭狭間合戦』「第九 切」を語る。
文政12年（1828年）正月北堀江市の側芝居に出座し紋下に座る。『伊賀越敵討』を立てるのも、政太夫は「政右衛門屋敷の段 切を語り、岡崎を一座する三代目綱太夫に譲る。また、政太夫は『楠昔噺』「生駒山どんぶりこ」も語る。また、素人藍玉が徳太郎内を語り竹本組太夫を襲名している。『元木家記録』には「一大坂素人浄留里名人阿波屋太兵衛当冬より太夫仲間入仕政太夫弟子ニ成組太夫卜名乗り、翌丑正月より市ノ川ニ而芝居始、政太夫真ニ而楠昔噺相始組太夫三段目切相勤甚大当りニ而御座候」とある。
続く3月同座は三代目綱太夫がワキの紋下に座る。5月北の新地芝居に移るも同様。
同年刊行の見立番付では東大関に座り、名実ともにトップの太夫となる。東関脇が三代目綱太夫。（別版では東大関政太夫、西大関綱太夫となっている。これは西大関の播磨大掾が没したため）
文政13年＝天保元年（1830年）2月北堀江市の側芝居の番付に「太夫 竹本征太夫」と記され、確かに『菅原伝授手習鑑』「弐段目 切」を竹本征太夫が語っている。3月京四条北側芝居では太夫竹本政太夫となり、名を変えたわけではない。
4月堺南新地芝居で紋下を勤め、『心中天網島』「河庄の段 切」を語ったのを最後に、『義太夫年表近世篇』では出座が確認できない。『増補浄瑠璃大系図』によれば既に81歳である政太夫は、11月に難波村土橋西詰の泉湯という料理屋で門弟を揃え、一世一代で姫小松の三段目を語り、引退。名を文松翁と改めた。確かに同年9月のの見立番付では「後見政太夫事竹本文松翁」とある。
「出勤なく夫より引込当年八十一才になられ一世一代を勤るよしにて同十一月難波村土橋西詰にて泉湯と云料理屋にて催さる、夜に入ての露払とて橋弁慶組太夫勤る次に一ノ谷みをくり迄岡太夫次に忠臣蔵三つ目久太夫次に三日太平記九重太夫是にて中入忠臣蔵松切の段氏太夫姫小松三段目政太夫勤られ是より文松翁と改名有て其後五代目政太夫名前は重太夫へ譲らるゝ夫より隠居の身にて子息木屋卯兵衛殿大切に致さるゝ時に人命限り有て天保四年癸巳七月二十四日行年八十四才にて黄泉へ赴かる」「老年に及びて難波村土橋西詰泉湯と申席貸にて一世一代の大会を催し名を文松翁と改めらる其後は若き太夫などに教訓又は口伝譲り是を楽しみとして終に天保四年癸巳七月二十三日行年八十四歳にて黄泉へ赴かれたり法名専誉敬政禅定門」と、『増補浄瑠璃大系図』内でも命日に相違がある。
また、五十回忌にあたる明治15年（1882年）墓所の法界寺の石碑を営繕し、政太夫の孫が施主を勤めたとある。加えて、長水の筆による肖像画が存在し、小山藍洲が記した賛の写しが『増補浄瑠璃大系図』に記されている。

## 五代目
（安永9年（1780年） - 天保10年6月22日（1840年7月20日）、または6月23日（7月21日））
竹本琴太夫 → 三代目竹本重太夫 → 五代目竹本政太夫
通称：堺屋清七。
三代目竹本中太夫（岡島屋）の門弟となり、竹本琴太夫を名乗る。四代目竹本染太夫（石屋橋）の門弟となり、師匠の前名重太夫を三代目として34年間名乗り、天保11年（1840年）2月大坂稲荷社内東芝居『仮名手本忠臣蔵』「七段目 大星由良助」「九段目 山科の段 切」にて、五代目政太夫を襲名。同年5月西京四条南側芝居にても、『仮名手本忠臣蔵』「九段目 山科の段」で襲名披露が予定されていたが、病気により休演。同年6月23日、61歳で死去。
『増補浄瑠璃大系図』には「染太夫門弟と成て重太夫にて勤められしは凡三十四年の間なり 政太夫を成ての出勤は漸忠臣蔵一芝居とは実に惜しむべき事なり 生国魂精鎮社へ納めて 神号〔多智波奈乃香推神〕」とある。
墓所は下寺町遊行寺円成院。
『生写朝顔話』「宿屋の段」を初演し、重太夫風として今日まで伝わり、重太夫風をもって、太夫の風は打ち止めと伝わる。

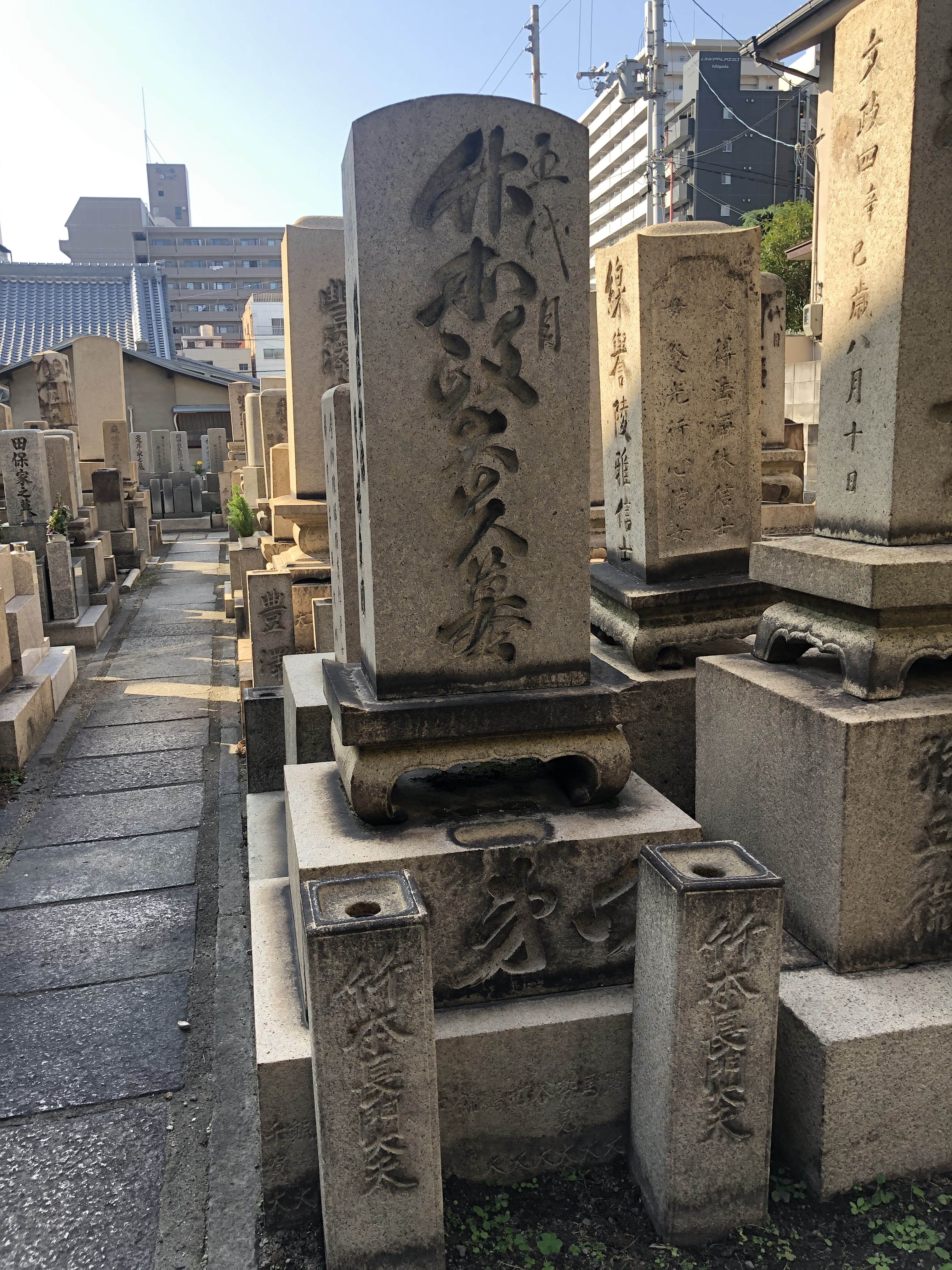
五代目竹本政太夫墓

実子は初代鶴澤才治。

## 六代目
文政7年（1824年）？- 明治19年（1886年）8月5日
二代目竹本蔦太夫 → 三代目竹本阿蘇太夫 → 六代目竹本むら太夫 → 四代目竹本重太夫 → 六代目竹本政太夫（豊竹山城少掾は、初名を竹本園太夫とする）
竹本山城掾の門弟。本名：森近蔵。万延元年（1860年）8月大坂 座摩社内『雪月花吾妻双紙』「参内橋の段」「奥庭の段」で三代目竹本阿蘇太夫を名乗る（同芝居で二代目阿蘇太夫が八代目竹本紋太夫を襲名）。慶応2年（1866年）9月四条道場北の小家『博多織 車ノ段」にて阿蘇太夫事六代目竹本むら太夫を襲名。明治7年（1874年）2月松島文楽座『木下蔭狭間合戦』「駒木山城中の段 切」にてむら太夫改四代目竹本重太夫を襲名。
「四代（竹本重太夫）ハ始メ園太夫より阿蘇太夫 次ニ六代目むら太夫より 重太夫四代ト改名 死去ノ頃ニ六世政太夫ヲ襲名 一度モ此名跡ニテハ芝居勤メズ死ス 墓ダケニ六代目政太夫トアル」「六代目竹本政太夫トアル芝居ニテ披露ナク 名跡ヲ相続シ直死去セリ 俗名森近蔵」と、豊竹山城少掾が書き残しているように、襲名披露や六代目政太夫としての出演歴はなく、襲名後直ちに死去したことがわかる。
『偲ぶ俤』にも「大阪市天王寺生玉町長圓寺　重太夫事森近蔵　竹本政太夫　森晃院法重翁憲禅定門　明治十九年八月五日　行年六十二歳」とある。

## 代数外
（生没年不詳）
竹本真砂太夫 → 竹本政子太夫 → 竹本中太夫（代数外） → 竹本政太夫（代数外）
三代目竹本中太夫の門弟。文政5年（1822年）の頃より師について竹本真砂太夫を名乗る。文政8年（1825年）竹本政子太夫と改名するも、退座。文政10年（1827年）に江戸にて竹本中太夫を名乗るが、竹本中太夫の名跡は、同門の竹本佐賀太夫が天保3年（1832年）正月稲荷文楽芝居『生写朝顔話』の初演時に佐賀太夫事四代目竹本中太夫として襲名し、中太夫名跡を正統に相続しているため、「大坂にては佐賀太夫事中太夫と名乗双方にて二名と相成候得共元は大坂の名前故今は大坂一名となるなり」と『増補浄瑠璃大系図』にあるように、代数外となる。
同様に、嘉永3年（1850年）江戸にて、六代目竹本政太夫の名跡相続を宣言し、摺物を配るなどしたが、三代目竹本長門太夫を中心とした大坂因講の強い反対で差し止められた。
(神田(1999))から引用すると下記の通りとなる。

「中太夫（引用者註：代数外）の主張の要点は、「三代目政太夫→四代目→五代目」という大坂の系譜とは別の、「三代目→中太夫」という江戸の系譜こそが正統性をもつ、というものである。その根拠は、江戸にある三代目の旦那寺および石碑の世話を自分がしており、そのことを三代目の縁者と旦那寺が保証している、という点にある。一件の争点は二点である。
　第一に、四代目政太夫の名跡相続の時期の問題である。中太夫側では三代目の死後、相続が行われたとするが、大坂因講側は三代目の生存中であったとする。すなわち大坂因講側の主張は、四代目の名跡相続は三代目が承認したものであり、「三代目→四代目→五代目」と「先代之名跡も連綿ト御座候」につき、これ以外の系譜の可能性はない、というものである。
　第二に、中太夫が証拠書類として提出した「證文下書」「摺物」の内容についてである。「證文下書」とは、①三代目政太夫の縁者から中太夫に宛てた、政太夫名前を譲る旨の証文、②三代目の菩提寺から中太夫に宛てた中太夫が同寺の縁旦家である旨の証文、の二通である。やがてこの「三代目の縁者」が「播磨屋利兵衛（三代目政太夫）の養子卯之吉の妻の後添」という遠戚にすぎず、中太夫が無理に仕立てたことが判明する。また石碑名についても、五代目政太夫の息子・鶴澤才治が浅草寺町密蔵院を訪れ、過去帳と石碑を調査したところ、「播磨屋利兵衛」ではなく「播磨屋利助」という名前が刻んであることがわかった。こうして政太夫の名前は大坂のみに存在することが明らかになり、中太夫の主張は斥けられる」

この一件につき、『増補浄瑠璃大系図』は、「政子中太夫事は彼地住居と相成段々年月立て東京因の古老となり老て気儘を出し理不尽に竹本政太夫と名乗披露摺物祝ひ杯配り候事大坂へ聞え政太夫名前は海内一名にて大坂に引続遺跡有事人々知る処にして代々の石碑等も有之何共相済がたき致方故早速大坂より差留に遣はせし処色々と申立一応にて相止不申依て因社と東京社中と掛合に相成其時東京因古老筆頭成播磨太夫の申条にて政太夫名前は大坂に限る事相違無之大坂へ可渡之趣故其時大坂よりの証人五代目政太夫倅鶴沢才治長門太夫門弟東京咲太夫長尾太夫右三人承り大坂に差戻すなり依て中太夫外聞がたがたにて東京に居られずして旧舎へ引込果られし也」と、中太夫（代数外）が東京にいられなくなり、田舎へ引っ込んだという後の顛末まで記載している。
倉田喜弘編『東京の人形浄瑠璃』には、この中太夫（代数外）の配った摺物の内容が記載されている。
「浄瑠璃の道は小野通女より発りて、世々業人の雷名は轟きけり。程遙にしてわが師岡嶋屋（三代目）中太夫、亦亡父政子太夫、ともに難波塩町（三代目）政太夫うしの門人にて有候頃、此うし世を送給ひて後、備後町（二代目）氏太夫（四代目政太夫）、亦（三代目）重太夫（五代目政太夫）、ともに政太夫の芸名一代の間借請られ、舌秀芸た□か、これもとく古へ人とはなられたり。爰に浅草寺町密蔵院はかの塩町うしの菩提寺なり。こたひゆかりの者より其おくつきの無縁にならん事を歎き、先師亡父か因みあれはとひたすらの進め、鳴呼なる業もいなみかたく、あらためて政太夫となのる事とはなりぬ。
末々におよはぬ業のひとふしは 木ニ接竹の心地こそすれ　中太夫事竹本政太夫
師の功名を悦ひていさみたつ　門弟の人々にかはつて
此道のつはものなれや今まさに　ひと旗上るわさのいさをし
六朶園〔朱印〕二葉　嘉永三戌のとし水無月」
この他にも、江戸（東京）にて六代目政太夫を名乗った豊竹岡太夫（本名：日比野又市）が存在するが、上記の通り大坂（大阪）以外に政太夫の系譜は存在しないため、中太夫（代数外）と同様に代数外となる。